# 卡科洛
9°37′32″S 16°4′53″E / 9.62556°S 16.08139°E
卡科洛（葡萄牙語：Cacolo），是安哥拉的城鎮，位於該國東北部，由南倫達省負責管轄，面積13,834平方公里，北鄰卡彭達-卡穆倫巴，2012年人口76,000，人口密度每平方公里5.5人。